# Miha Tišler
Miha Tišler (ur. 18 września 1926 w Lublanie, zm. 25 marca 2021) – słoweński chemik, emerytowany profesor i były rektor Uniwersytetu Lublańskiego, członek Rady Państwa w latach 1992–1997 i Królewskiego Towarzystwa Chemicznego (RSC).
W 1952 roku ukończył studia na wydziale chemicznym Wyższej Szkoły Technicznej w Lublanie, a w roku 1953 – na wydziale matematyczno-przyrodniczym Uniwersytetu Lublańskiego. W latach 1953–1955 pracował na Uniwersytecie Cambridge pod kierunkiem Alexandra Todda (późniejszego laureata Nagrody Nobla z dziedziny chemii). Doktoryzował się w 1955 roku na Uniwersytecie Lublańskim. W roku 1966 prowadził badania na Uniwersytecie we Fryburgu. W latach 1966–1986 wykładał na kilkudziesięciu wyższych uczelniach w Wielkiej Brytanii, Stanach Zjednoczonych, Australii (Australijski Uniwersytet Narodowy w Canberze) i Włoszech (Uniwersytet w Trieście).
W latach 1971–1984 był kierownikiem katedry chemii organicznej Uniwersytetu Lublańskiego. Od 1969 roku był prodziekanem wydziału nauk przyrodniczych i technologii tego uniwersytetu, a od 1973 do 1976 – dziekanem. W 1991 roku został rektorem tej uczelni i sprawował tę funkcję do 1995 roku.
W roku 1970 został członkiem stowarzyszonym Słoweńskiej Akademii Nauki i Sztuki, a w 1977 – członkiem rzeczywistym. Jest członkiem korespondentem Serbskiej Akademii Nauk od 1978 roku, Chorwackiej Akademii Nauki i Sztuki od 1979 roku i Nowojorskiej Akademii Nauk. Od roku 1995 jest także członkiem Europejskiej Akademii Nauki i Sztuki w Salzburgu. W latach 1973–1977 był wiceprzewodniczącym, a w latach 1978–1980 przewodniczącym Międzynarodowego Towarzystwa Chemii Heterocyklicznej. Był także krajowym przedstawicielem w Sekcji III Międzynarodowej Unii Chemii Czystej i Stosowanej w latach 1985–1989.
Otrzymał m.in. nagrodę Funduszu Borisa Kidriča w 1962 roku, nagrodę Kidriča w 1977 roku i nagrodę Zoisa w 2005 roku. Odznaczony Orderem Świętego Grzegorza Wielkiego w roku 1995.